# En vivo en Buenos Aires (Los Fabulosos Cadillacs)
En vivo en Buenos Aires es el primer álbum en vivo de la banda argentina de ska, reggae y rock Los Fabulosos Cadillacs, lanzado en 1994. Fue bien recibido y ganó un disco de oro. Fue grabado en el Estadio Obras Sanitarias tras el gran éxito de Vasos vacíos. El álbum muestra a unos Cadillacs muy jóvenes los cuales ponen mucho entusiasmo en las canciones mezclándolas con partes de otras (como «Desapariciones» que es mezclada con «Río Manzanares» ambos compuestos por Rubén Blades) o con la fuerte voz de Vicentico en algunas canciones como «Siguiendo la Luna» .

## Lista de canciones
1. «Intro - No acabes» (Arnedo, Luca Prodan, Troglio)  – 1:47
2. «Mi novia se cayó en un pozo ciego» (Vicentico, Giugno, Rigozzi)  – 2:36
3. «El aguijón» (Vicentico) – 3:54
4. «Vasos vacíos» (Vicentico) – 4:19
5. «Desapariciones» (Rubén Blades) – 7:42
6. «Manuel Santillán, el león» (Flavio Cianciarulo) – 5:03
7. «Siguiendo la Luna» (Sergio Rotman) – 8:57
8. «Guns of Brixton» (Paul Simonon) – 4:17
9. «You're Wondering Now» (Seymour) – 2:51
10. «Gallo rojo» (Vicentico) – 4:30

## Personal
- Vicentico – voz
- Flavio Cianciarulo – bajo
- Aníbal Rigozzi – Guitarra
- Mario Siperman – teclado
- Fernando Ricciardi – batería
- Sergio Rotman – Saxofón alto
- Daniel Lozano – Trompeta & flugelhorn
- Fernando Albareda – trombón
- Gerardo Rotblat – percusión